# Vladislav Vólkov
Vladislav Nikoláyevich Vólkov  (en ruso Владисла́в Никола́евич Во́лков, Moscú, Unión Soviética, 23 de noviembre de 1935 - Soyuz 11, Órbita baja terrestre, 30 de junio de 1971) fue un ingeniero y cosmonauta soviético fallecido en el espacio a bordo de la nave Soyuz 11.

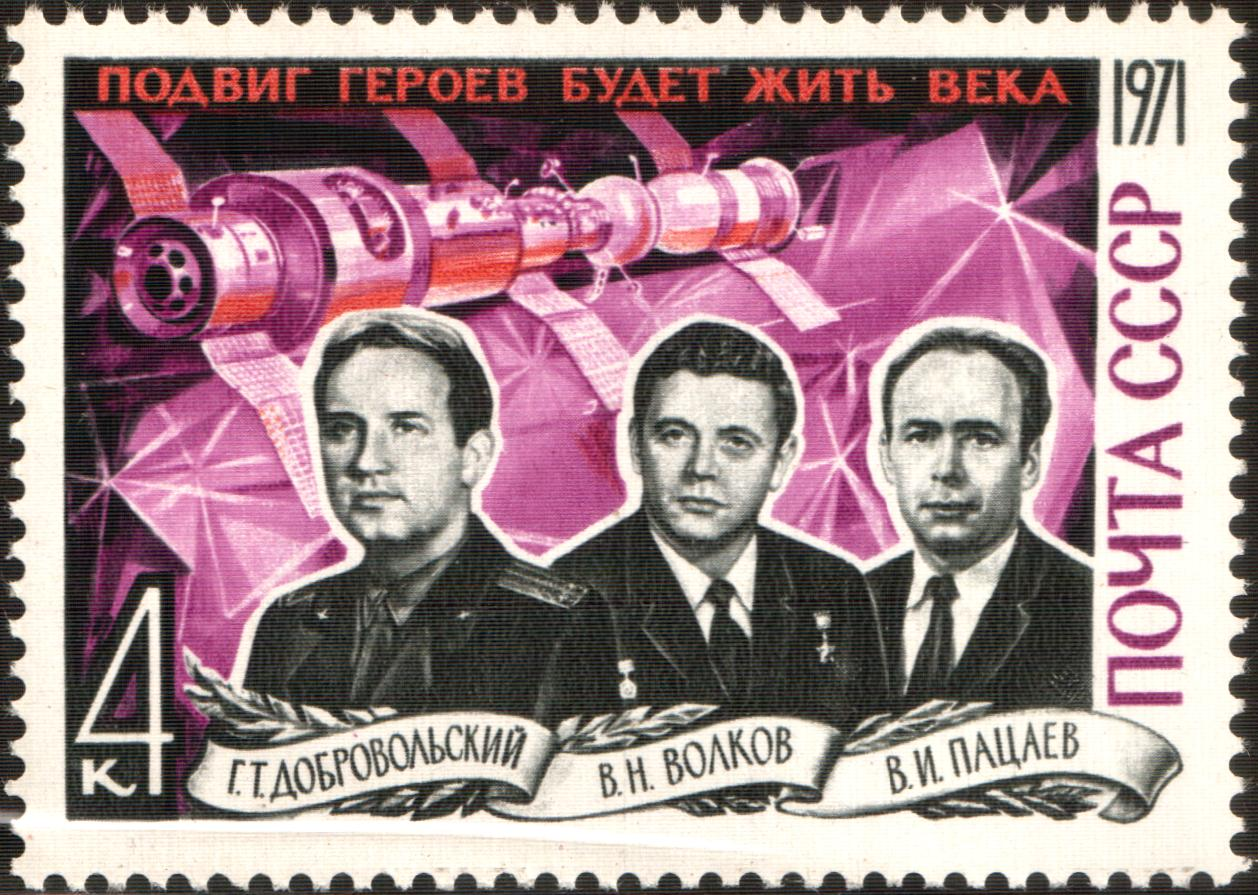
Sello de la URSS de 1971 homenajeando los cosmonautas Gueorgui Dobrovolski (izquierda), Vladislav Vólkov (centro) y Viktor Patsayev (derecha).

## Semblanza

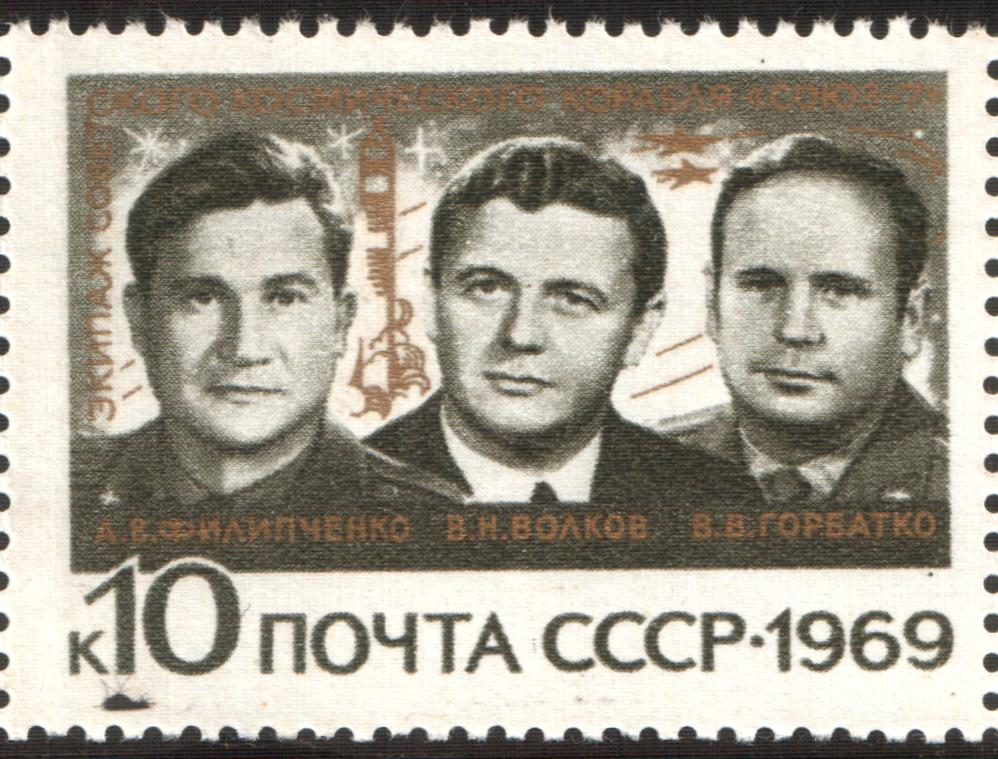
Héroes de la Unión Soviética en sellos, programa Soyuz Serie de sellos de la Unión Soviética, 1969, Viktor Gorbatko, Vladislav Volkov

Vólkov participó en los programas Vostok y Vosjod. Piloto y paracaidista, entró en la selección como cosmonautas del primer grupo de ingenieros del OKB-1 de Sergéi Koroliov en 1966 y fue elegido el 27 de mayo de 1968. Fue elegido ingeniero de vuelo en la segunda tripulación suplente de la misión Soyuz 5, lanzada el 15 de enero de 1969.
Voló finalmente el 12 de octubre de 1969 como ingeniero de vuelo a bordo de la Soyuz 7. La misión, que tuvo una duración de 4 días y 22 horas, tenía como objetivo realizar un vuelo conjunto con las Soyuz 6 y Soyuz 8. El lanzamiento casi simultáneo de las tres naves se cumplió sin problemas, así como el acercamiento, pero no se pudo acoplar la Soyuz 7 a la Soyuz 8 debido a un fallo electrónico del sistema de acoplamiento.
Fue también suplente de la misión Soyuz 10, que tenía como objetivo acoplarse con la primera estación espacial, la Salyut 1.
Iba a ser suplente de la misión Soyuz 11 pero la detección de una posible tuberculosis a uno de los cosmonautas titulares -concretamente Valeri Kubasov- hizo que se recurriera a la tripulación suplente. La Soyuz 11, lanzada el 6 de junio de 1971, tenía como objetivo habitar la Salyut 1, ya que la Soyuz 10 se había podido acoplar pero los cosmonautas no habían podido penetrar en la estación. La tripulación de la Soyuz 11 habitó la estación durante 23 días, hasta el 30 de junio. Durante esta estancia se produjeron diversos incidentes, como un incendio y fuertes roces entre él y el comandante Gueorgui Dobrovolski. Durante su regreso a la Tierra la cápsula se despresurizó y los cosmonautas, que carecían de trajes espaciales, perecieron por asfixia.
Fue enterrado en la Necrópolis de la Muralla del Kremlin y recibió de forma póstuma la Orden de Lenin y el título de Héroe de la Unión Soviética (condecoración que ya había ganado en 1969).
Fue sobrevivido por su esposa Liudmilla Biriukovna y por un hijo (Vladímir V., nacido el 14 de febrero de 1958).

## Eponimia
- El cráter lunar Volkov lleva este nombre en su memoria.[2]
- El asteroide (1790) Volkov también recibió su nombre en homenaje.[3]
- Su nombre fue usado para denominar al buque (Akademik Vladislav Volkov) en el que se desarrolla la trama de la película de ciencia ficción Virus del año 1999.